# María del Carmen Benavides
María del Carmen Benavides y Mujica (Quillota, Reino de Chile, 1777-Quillota, 1 de junio de 1849), conocida popularmente como Beatita Benavides, fue una laica chilena de la tercera orden de Santo Domingo cuya causa de beatificación se encuentra en trámite. Actualmente, la Iglesia católica le ha concedido el título de «sierva de Dios».

## Biografía

### Familia
Fue una de los diez hijos del matrimonio formado por el gaditano Francisco José Pascual Zenón Benavides y Gómez Verdugo y la liguana Francisca Javiera Mujica y Tapia. Dos de sus hermanos fueron miembros del Ejército patriota y otros dos, sacerdotes.
El apodo cariñoso de «beatita» se debe a que a las mujeres devotas se les solían llamar «beatas», y teniendo la pequeña María del Carmen un marcado carácter religioso, familiares, amigos y vecinos la apodaron de esa manera.

### Vocación
Contempló la posibilidad de entrar al claustro de las monjas dominicas en la capital chilena; sin embargo, decidió quedarse en el mundo cuando fue persuadida de que hacía falta ayudar a los pobres y necesitados. A los 18 años entró en la tercera orden de Santo Domingo en su ciudad natal, lo que le permitió llevar una vida secular al mismo tiempo que consagrarse por entero a Dios en los pobres y enfermos.
Junto con sus cinco sobrinas y ahijada, comenzó su obra de caridad en favor de los enfermos en su propia casa, obra que culminó en lo que hoy se conoce como el Hospital San Martín de Quillota. Su amor por los enfermos la llevaba a realizar grandes sacrificios, tanto personales como morales. Asimismo, velaba por los más pobres, los huérfanos y los ancianos, y se preocupaba de instruir en la fe católica a los campesinos.
Amante de Jesús en la eucaristía, experimentaba algunos dones místicos, como el levitar al momento de recibir la comunión. Tomó a santa Rosa de Lima, como modelo a seguir. Además, era conocida su devoción por san Antonio de Padua, a cuya intercesión le atribuyó numerosos milagros.
Cinco días antes de su muerte, pidió recibir la santa comunión, anunciando que sería la última. Sus restos reposan en el templo Santo Domingo de su ciudad natal.

## Causa de beatificación
En 1991 se abrió su causa de beatificación, recibiendo entonces el título de «sierva de Dios». En 1999 los documentos de la causa fueron enviados a Roma para continuar su tramitación ante la Congregación para las Causas de los Santos. Dicha congregación verificó la autenticidad de las declaraciones de los testigos de la causa en 2002. También se ha reportado sobre un presunto hecho extraordinario obtenido por la intercesión de la sierva de Dios: la curación de una mujer enferma de cáncer hepático.